# Eugen Hönig

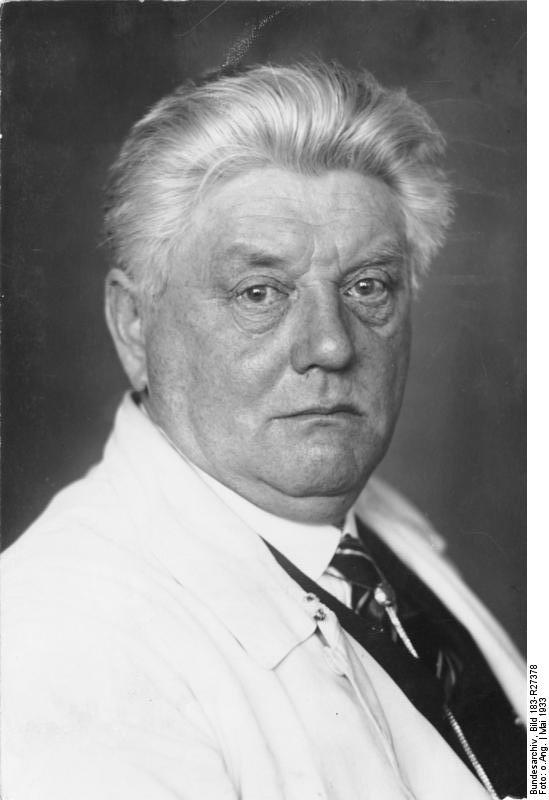
Eugen Hönig (Mai 1933)

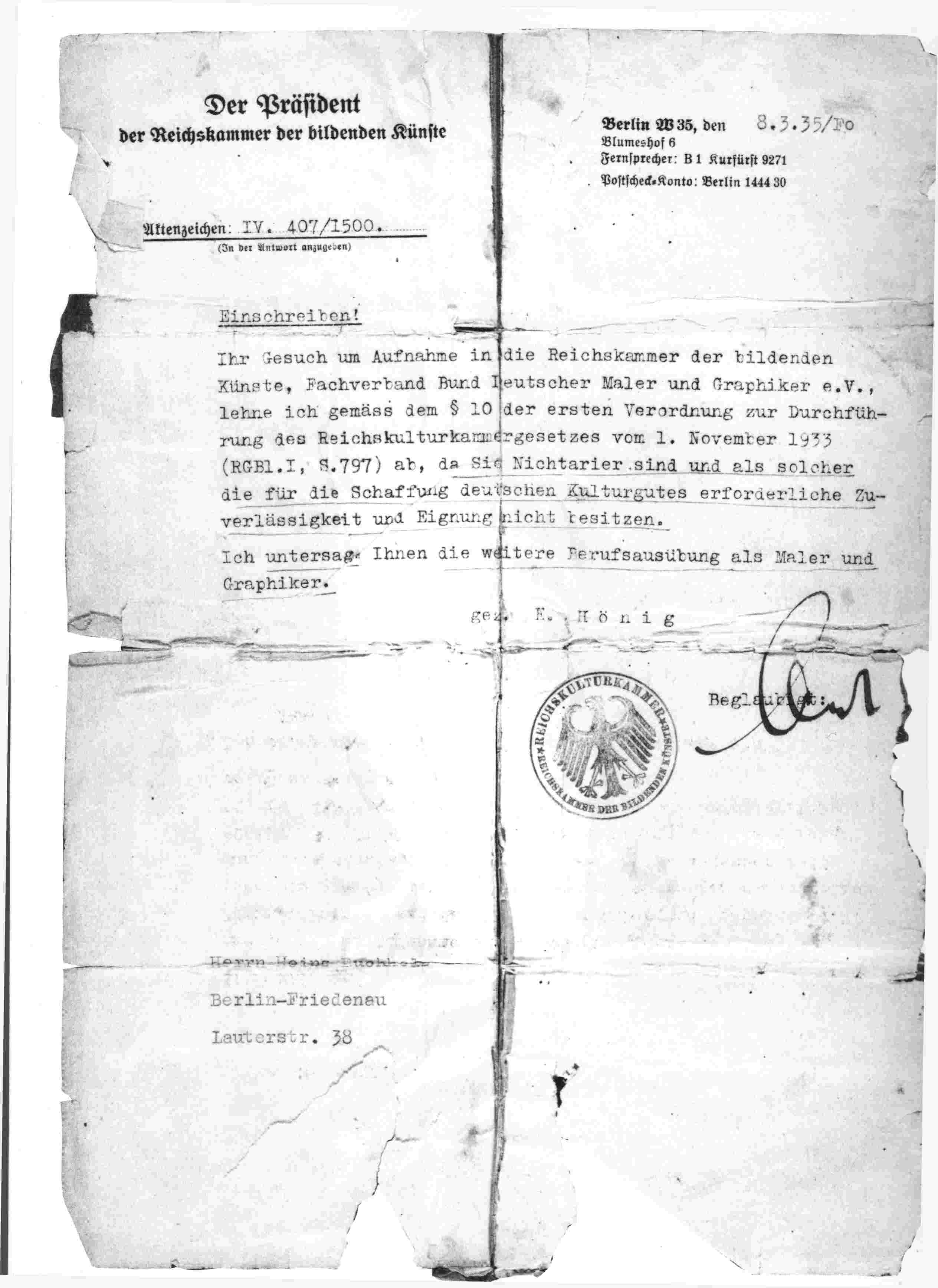
Bescheid über das Berufsverbot für Heinz Buchholz (1935)

Eugen Hönig (* 9. Mai 1873 in Kaiserslautern; † 24. Juni 1945) war ein deutscher Architekt, Nationalsozialist und bis 1936 Präsident der Reichskammer der Bildenden Künste.

## Leben
Hönig war der Sohn eines Möbelfabrikanten. Nach dem Abitur besuchte er von 1891 bis 1895 die Technische Hochschule München. Nach dem ersten Staatsexamen war er zunächst gemeinsam mit dem Architekten Karl Söldner selbstständig tätig. In der Zeit von 1896 bis 1897 war Hönig Lehrer an der Baugewerkschule Augsburg und von 1906 bis 1913 Professor an der Bauschule München. Gleichzeitig war Hönig von 1910 bis 1912 Vorsitzender des Münchner Architekten- und Ingenieur-Vereins (MAIV). Er erbaute verschiedene Geschäftshäuser in München.
1931 wurde Hönig Mitglied im völkisch gesinnten, antisemitischen Kampfbund für deutsche Kultur. Zum 1. August 1932 trat er in die NSDAP ein (Mitgliedsnummer 1.200.305). Am 23. März 1933 wurde er zum letzten Vorsitzenden des gesamtdeutschen Bundes Deutscher Architekten (BDA) berufen.
Der Bund Deutscher Architekten schaltete sich durch Hönig selbst gleich und verpflichtete sich opportunistisch zur Mitarbeit am Werk des „nationalen Aufbaus“. Mit Beschluss der nationalsozialistischen Reichsregierung wurde der BDA als eigenständige Organisation aufgelöst und in die Reichskammer der Bildenden Künste eingegliedert. Am 15. November 1933 ging der BDA nach Verschmelzung mit mehreren anderen Verbänden im Fachverband für Baukunst der Reichskammer der Bildenden Künste auf, der Hönig ab November 1933 als Präsident vorstand. 1936 legte er dieses Amt nieder, blieb aber Präsidialrat und Reichskultursenator.
Hönig untersagte am 20. Oktober 1934 dem damals sechzigjährigen jüdischen Maler und Grafiker Eugene Spiro eine weitere Tätigkeit, was die Schließung von Spiros Malschule zur Folge hatte. Spiro ging daraufhin ins Exil nach Frankreich.
Nach dem Tod des Reichspräsidenten Paul von Hindenburg gehörte Hönig im August 1934 zu den Unterzeichnern des Aufrufs der Kulturschaffenden zur „Volksabstimmung“ über die Zusammenlegung des Reichspräsidenten- und Reichskanzleramtes. In der Endphase des Zweiten Weltkriegs wurde Hönig von Adolf Hitler in die Gottbegnadeten-Liste der wichtigsten Architekten aufgenommen, was ihn vor einem Kriegseinsatz, auch an der Heimatfront, bewahrte. Im Juni 1945 starb Eugen Hönig.

## Bauten

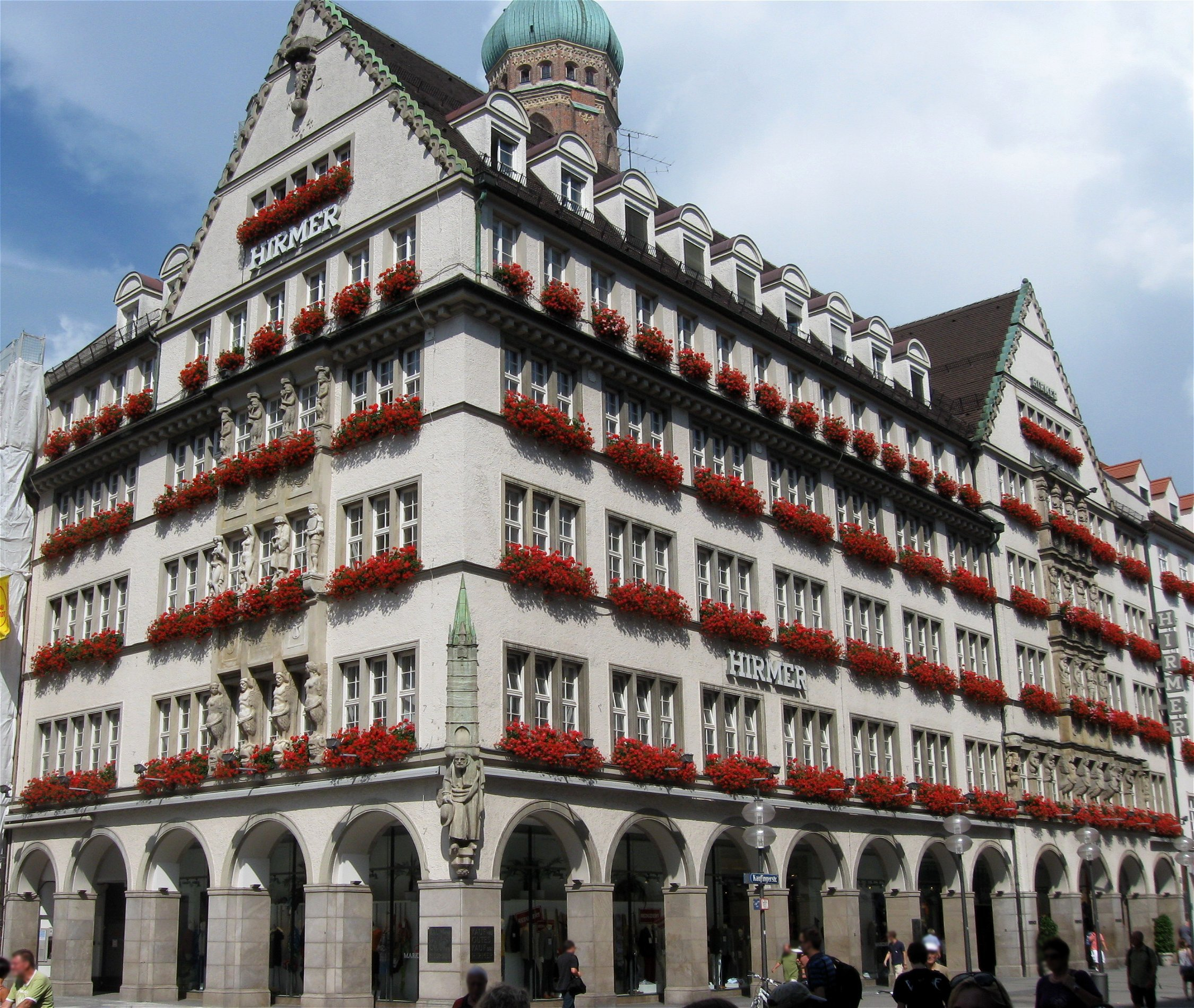
Geschäftshaus zum schönen Turm in München (1914)
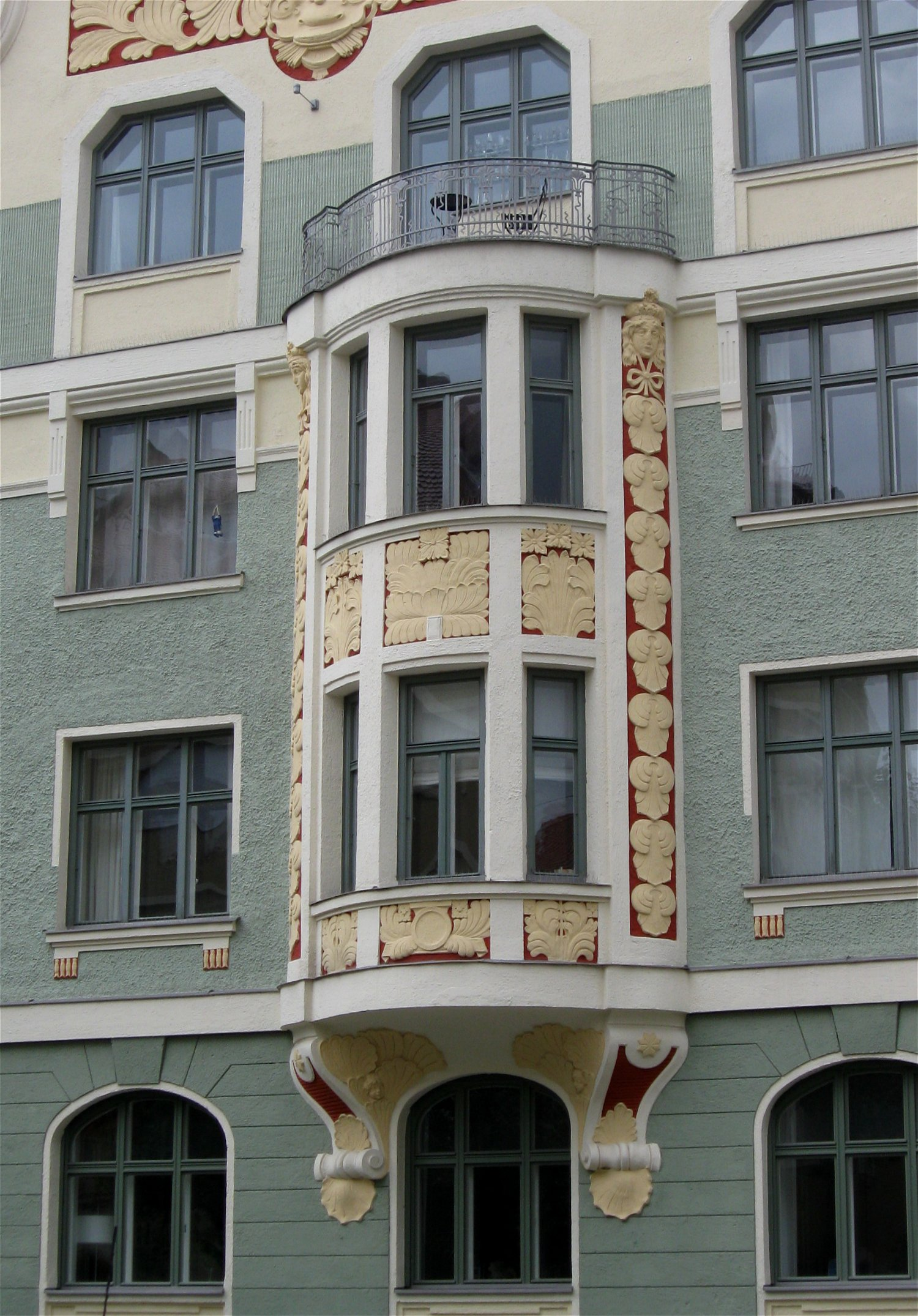
Haus Römerstraße 15 in München (1900), Sitz der ERES-Stiftung
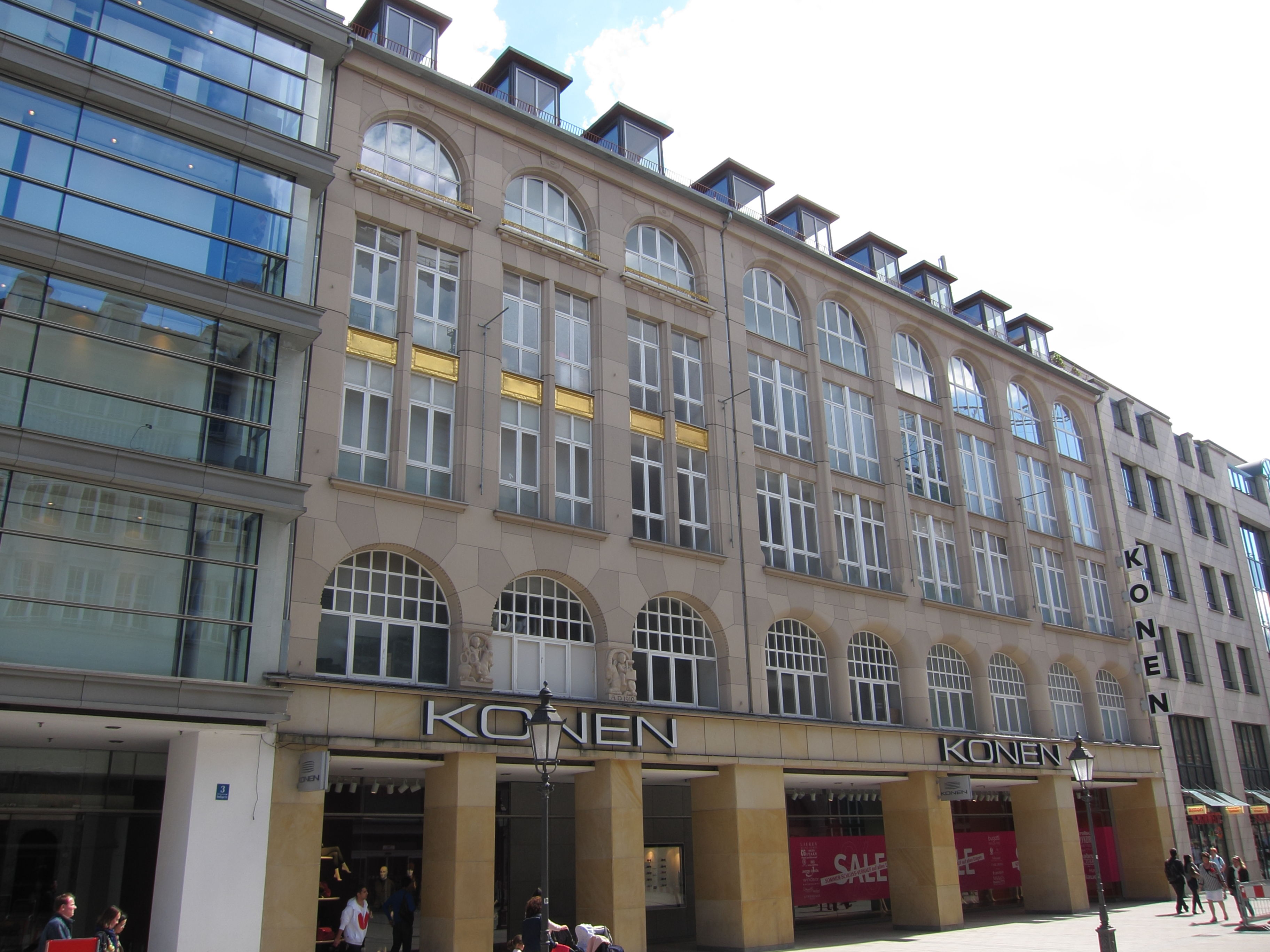
Sendlingerstr. 3 in München, mit Karl Söldner (1902–03), Erweiterung und Redaktion der Fassade mit Karl Söldner (1910)